# Устерхи
Устерхи́ (бел. Усцярхі́) — деревня в составе Козловичского сельсовета Глусского района Могилёвской области Республики Беларусь.

## Население
- 1999 год — 68 человек
- 2009 год — 35 человек